# 의성시외버스터미널
의성시외버스터미널은 경상북도 의성군 의성읍 문소3길 109 (후죽리 837-1번지)에 있는 대한민국의 시외버스터미널이다. 의성공용버스터미널이라고 불리기도 한다.
일제강점기 때부터 의성읍 후죽리 676-3번지 일대에서 영업하기 시작하였다. 그러다 해방 후 통일여객, 경인여객, 제일여객, 경북여객, 국신여객 등의 회사에서 공동 영업하는 형식으로 운영하다가 점차 이용객이 많아지자 1971년 5월에 현 위치로 이전하였다. 의성역과 불과 200m 밖에 되지 않아 철도 연계성이 좋다. 모두 5개소의 승차장에 5개 노선이 개설되어 있으며 승차권 판매기, 버스 대기소, 휴게실, 화장실 등이 갖추어져 있다. 의성여객이 운행 업무를 담당하고 있다. 예전에는 서울 방면 시외버스 운행 편수가 4회로 적어 불편하다는 민원이 많아서 현재는 6회로 증회된 상태다. 2012년 기준으로 약 250명 정도가 매일 이용하고 있는 것으로 알려지고 있다.

## 운행 노선

### 시외버스
| 방면        | 도리원 |
| ----------- | --- |
| 수도권 방면 | 동서울, 수원, 안산, 오산, 인천 |
| 강원권 방면 | 원주 |
| 충청권 방면 | 구인사, 단양, 대전, 제천 |
| 영남권 방면 | 경주, 건천, 구미, 구미공단, 군위, 단촌, 도리원,, 봉화, 부산, 북대구, 불국사, 신령, 아화, 안동, 연계, 영양, 영주, 영천, 우보, 울산, 의흥, 인동, 일직, 임포, 진보, 천평, 탑리, 하판, 화산, 화수, 효령 |